# Jean Halboud de Troyes
Jean Halboud de Troyes (†París, 1439) fue un presbítero católico, religioso trinitario, astrónomo, astrólogo, teólogo, decano de la facultad de Teología de la Universidad de París y 20º ministro general de la Orden Trinitaria.

## Biografía
Jean Halboud nació en la villa de Troyes, en la antigua provincia de Champagne (Reino de Francia). No se sabe nada más acerca de sus orígenes, salvo que ingresó a la Orden de la Santísima Trinidad y de los Cautivos, en el convento de su misma villa. Es conocido, en cambio, por haber sido un hombre culto, conocedor de varias ciencias, astronomía, artes, etc., incluso las ocultas, como la astrología. Fue doctor en teología de la Universidad de París, de la que más tarde se desempeñará como decano de esa misma facultad. Sin abandonar dicho cargo, gobernó la  Orden Trinitaria desde 1421 hasta 1439. Jean de Troyes, siendo amigo de los ingleses, participó en el proceso que condenó a Juana de Arco.